# Torpa kyrka, Södermanland
Torpa kyrka är en kyrkobyggnad i Torpa i den del av Kungsörs kommun som ligger i Södermanland. Kyrkan hör till Kungsörs församling i Västerås stift.

## Kyrkobyggnaden
Kyrkan är en av de äldsta i mellansverige. Enligt vissa forskare uppfördes den under missionstiden som ägde rum mellan omkring 1000-talet fram till slutet av 1100-talet. Torpa kyrka är en av få kyrkor som tycks vara signerad av sin upphovsman. På den ursprungliga sydportalens reliefer finns en runskrift som lyder: "Ödulf gjorde kyrkan". Det nuvarande koret var ursprungligen långhus i den romanska kyrkan. Nuvarande långhus anlades väster om det gamla någon gång på 1300-talet eller 1400-talet.
Väggarna består putsat murverk och har ett sadeltak täckt med järnplåt. Kyrkorummet är tvåskeppigt och har en rak altarvägg.
Över långhuset finns en medeltida takstol bevarad, som dock har påverkats vid valvslagning. Över sakristian, tidigare koret, finns sju medeltida takstolar som utgör ett bra exempel på en tidigmedeltida konstruktion.

## Kalkmålningar
Kalkmålningar har tillkommit i flera omgångar. De äldsta är från senare delen av 1100-talet. Andra målningar tillkom på 1480-talet. I triumfbågen finns en målning från 1400-talet som skildrar syndafallet.

## Inventarier
- Dopfunten är från 1100-talet.
- Triumfkrucifixet är från mitten av 1400-talet.
- Altarskåpet tillverkades under slutet av 1400-talet och kan vara ett nordtyskt eller svenskt arbete.
- Predikstolen i rokoko tillverkades 1777 av Lars Scherling.

### Orgel
- 1670 byggde Christian Beijer en orgel med 6 stämmor. Socknens orgelbyggnadskommité sålde denna orgel 1893 för 5 kronor. Då var den 223 år gammal.[2]
- 1735 byggde Daniel Stråhle en orgel med 6 stämmor.[3]

| Manual        |
| Kvintadena 8' |
| Principal 4'  |
| Kvinta 3'     |
| Oktava 2'     |
| Spetsflöjt 1' |
| Scharf III    |

- 1893 byggde E. A. Setterquist & Son, Örebro en orgel med 6 stämmor.[4]
- Den nuvarande orgeln byggdes 1955 av E. A. Setterquist & Son Eftr., Örebro, och är en pneumatisk orgel. Den har fria och fasta kombinationer. Fasaden är från 1893 års orgel.

| Manual I        | Manual II     | Pedal      | Koppel   |
| Principal 8´    | Rörflöjt 8´   | Subbas 16´ | I/P      |
| Gedackt 8´      | Salicional 8´ | Gedackt 8´ | II/P     |
| Oktava 4'       | Kvintadena 4' | Flöjt 4´   | II/I     |
| Oktava 2'       | Blockflöjt 2' |            | I 4'/I   |
| Mixtur 3-4 chor | Ters 1 3/5'   |            | II 16'/I |
|                 | Sifflöjt 1'   |            | II 4'/I  |

## Omgivning
- På kyrkogården står klockstapeln som uppfördes 1738.
- I kyrkogårdsmuren finns tre stigluckor.

## Bilder

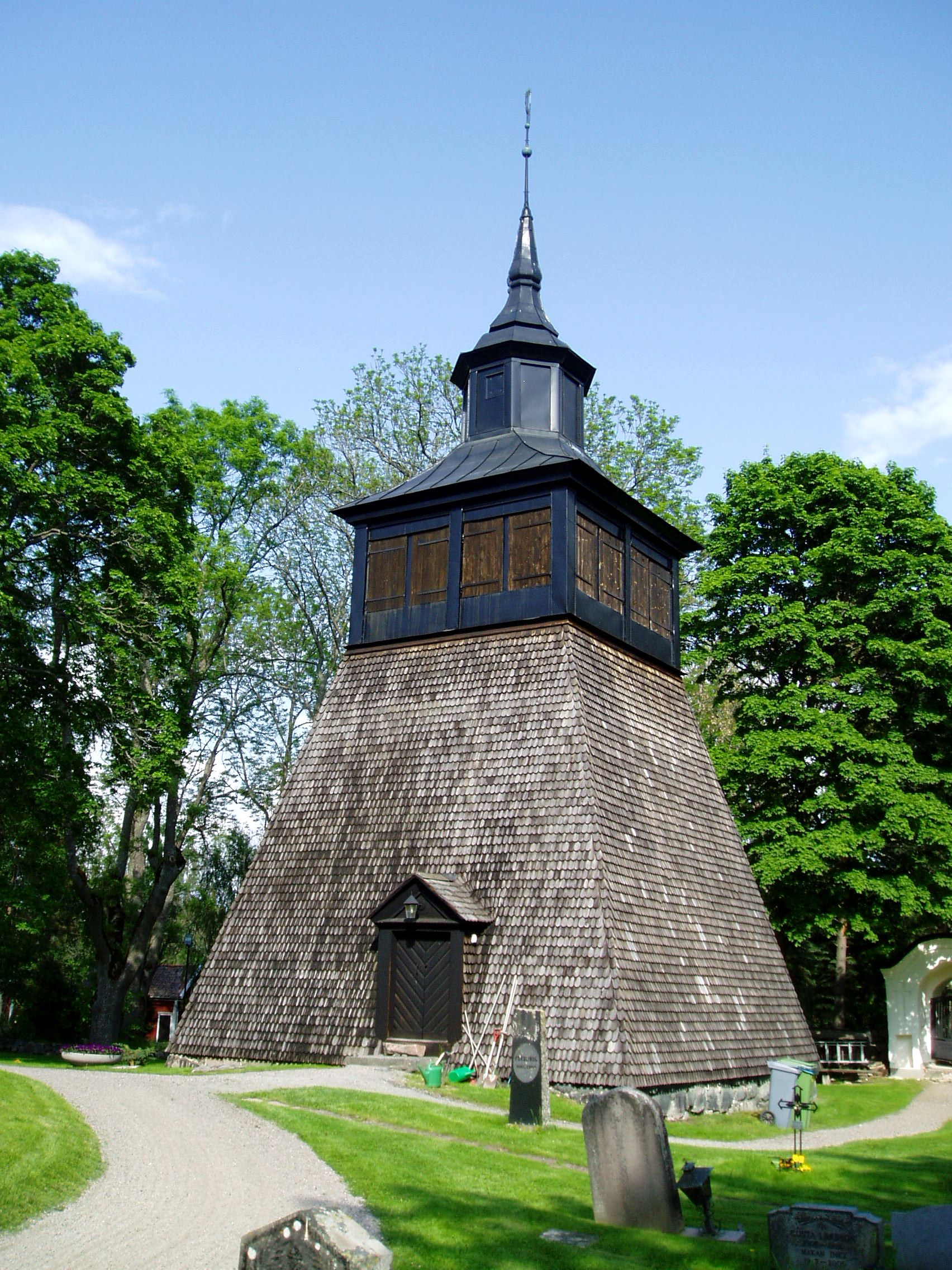
Klockstapeln.
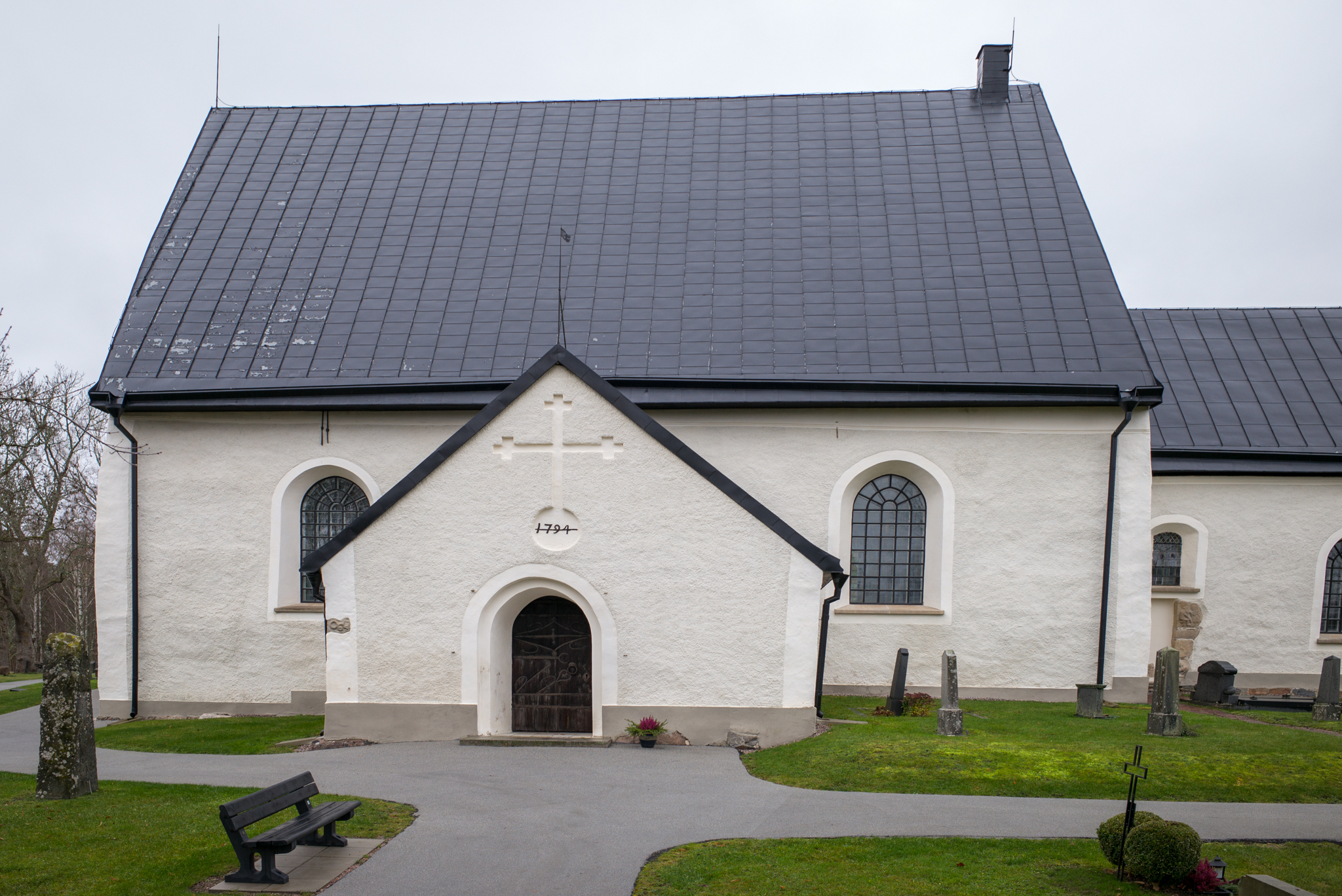
Långhuset och vapenhuset
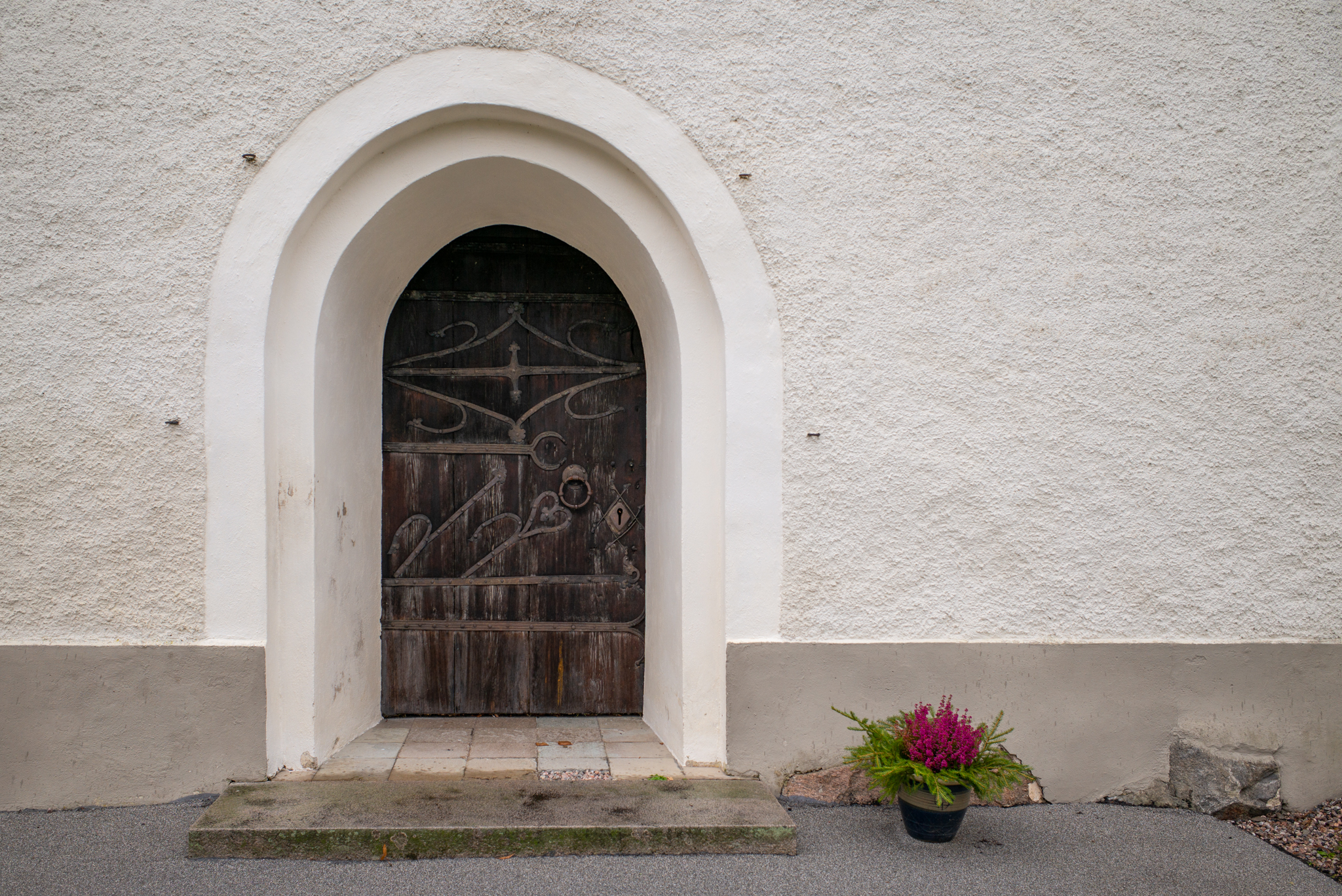
Porten till vapenhuset
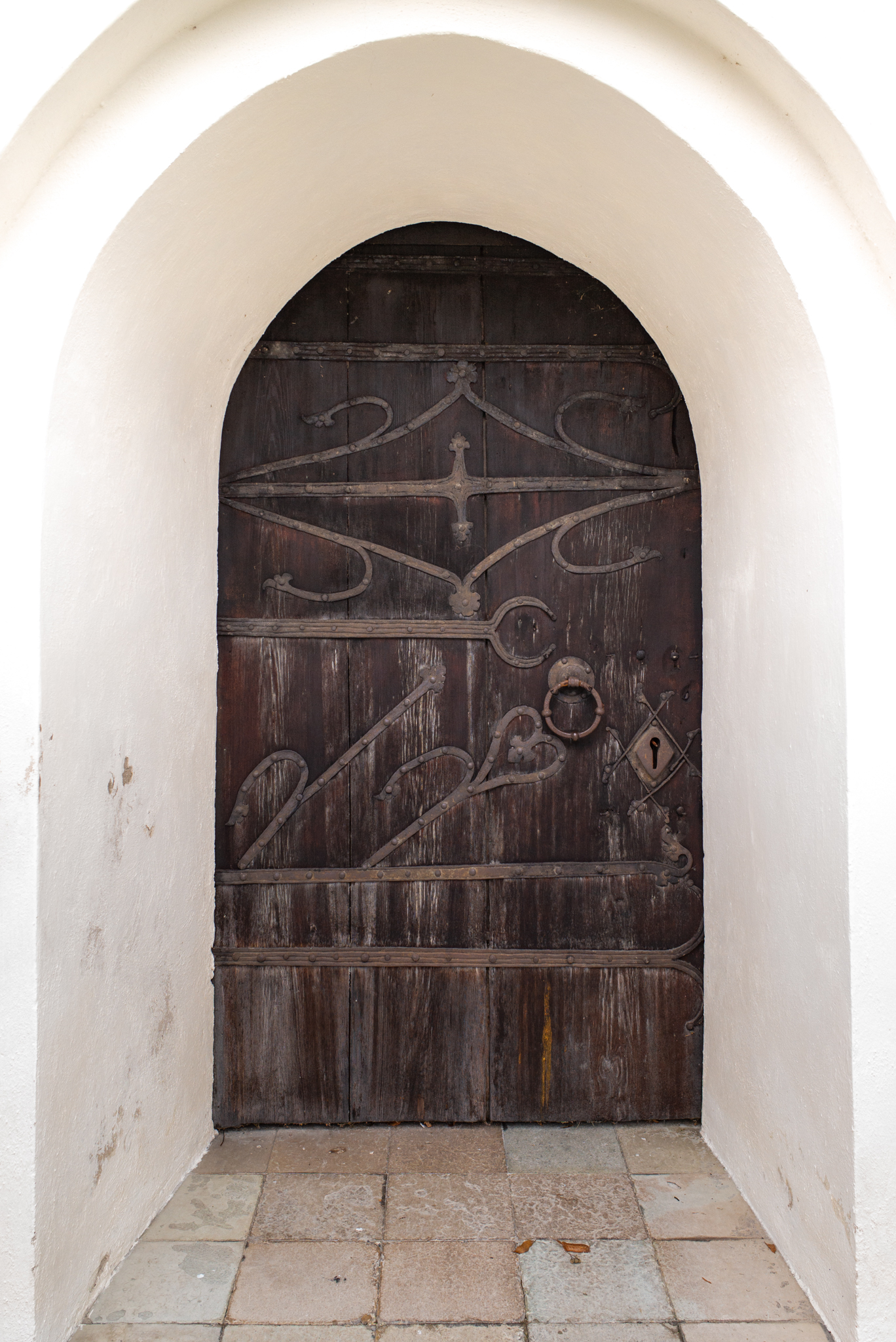
Porten
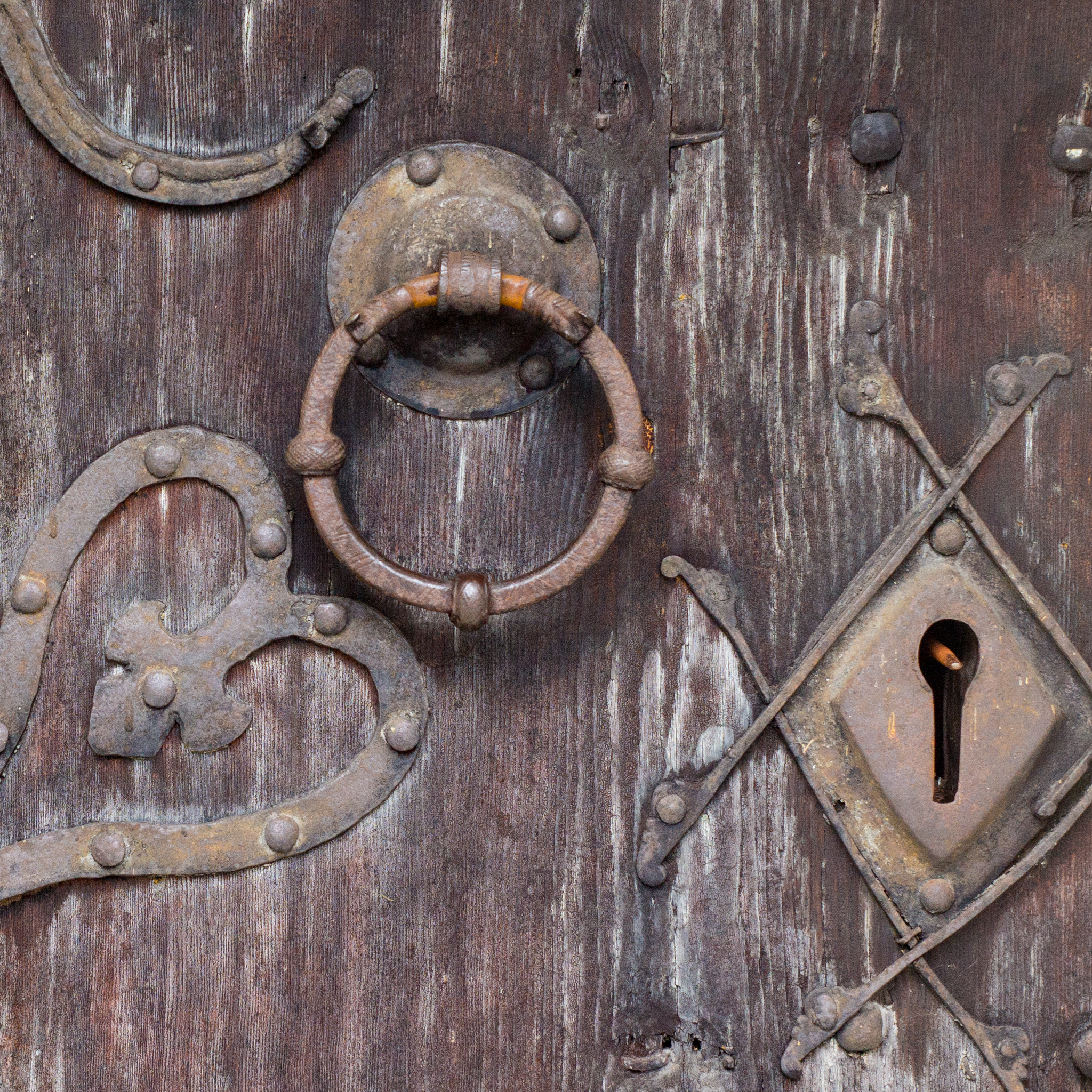
Detalj på porten
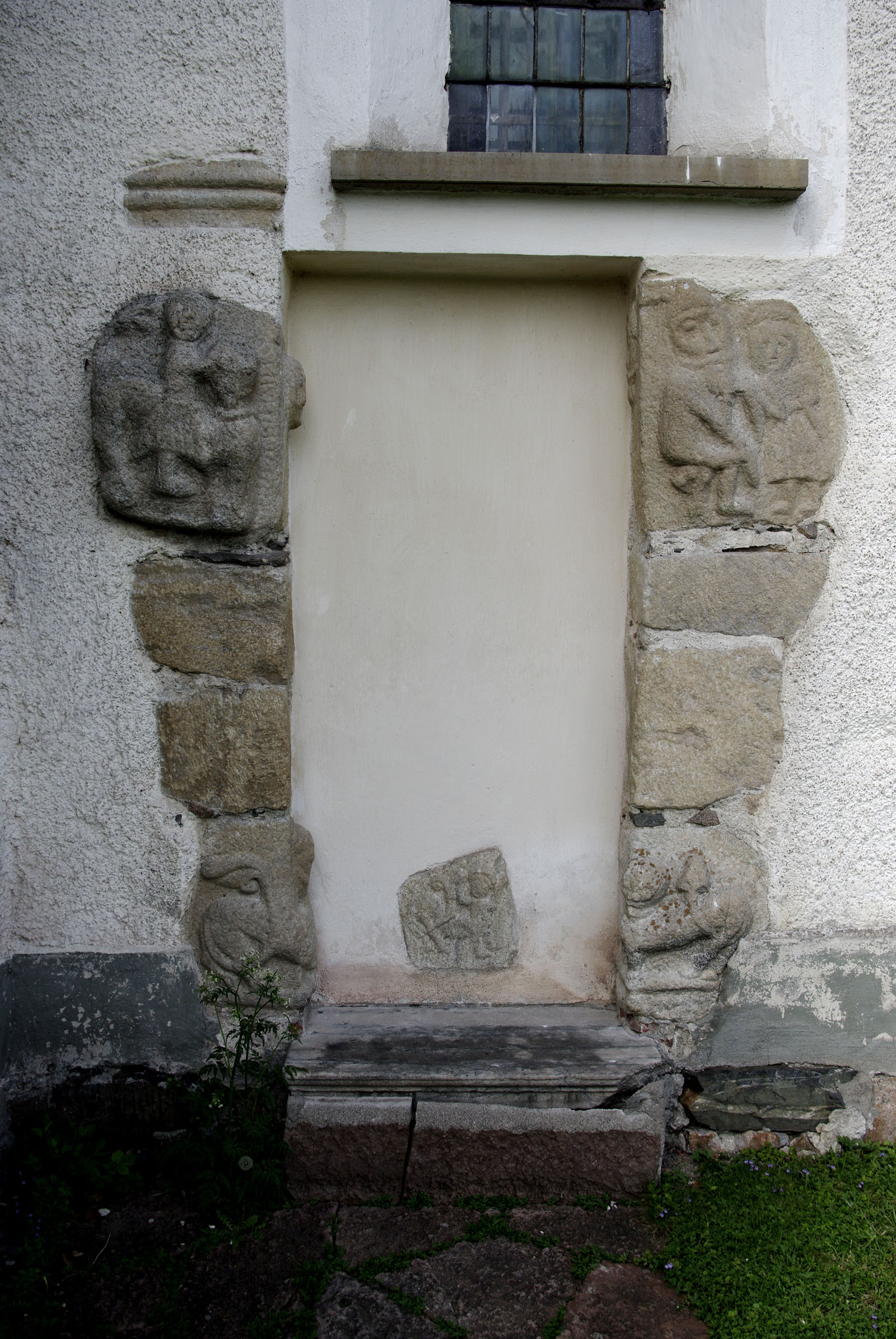
Sydportalen.
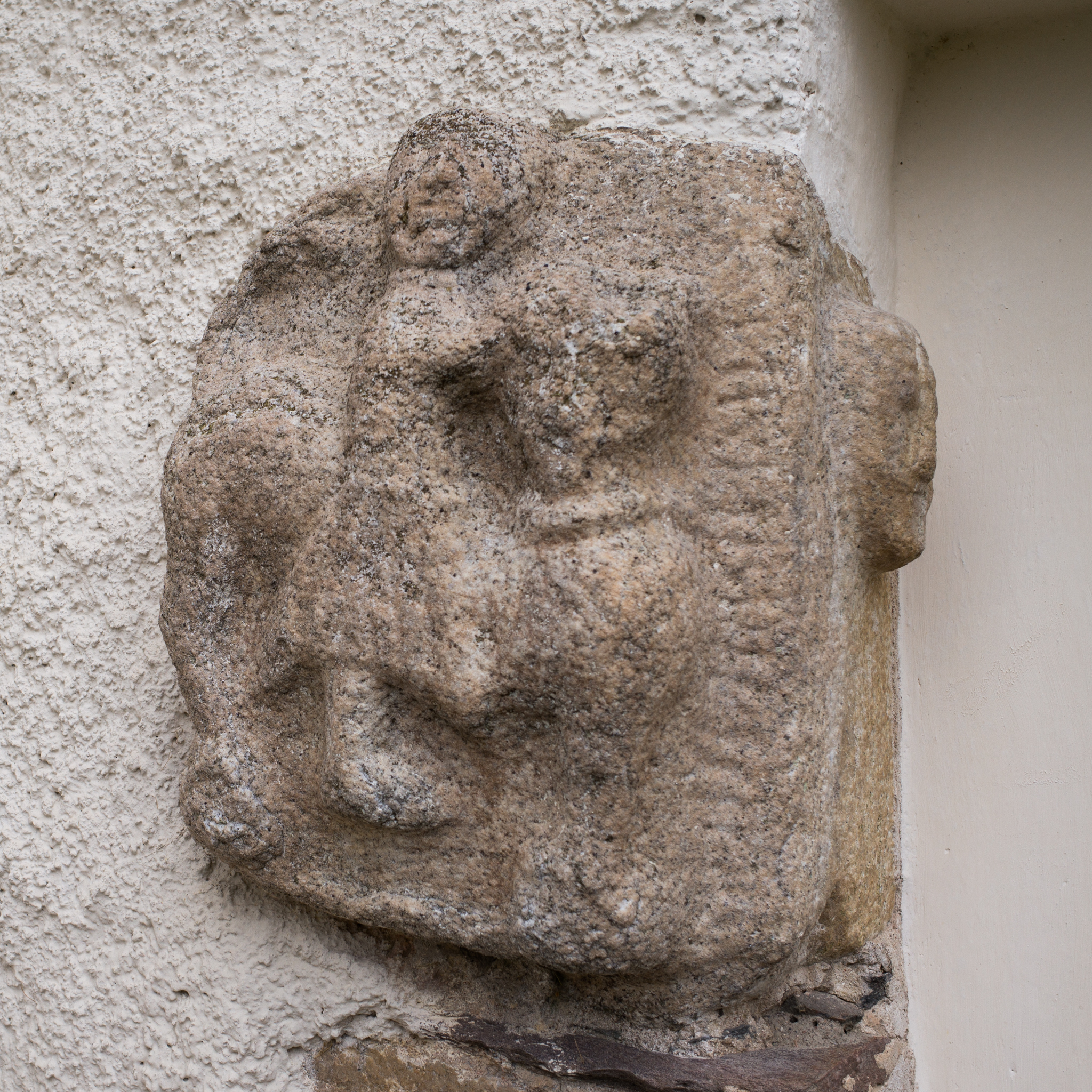
Ödulf gjorde kyrkan
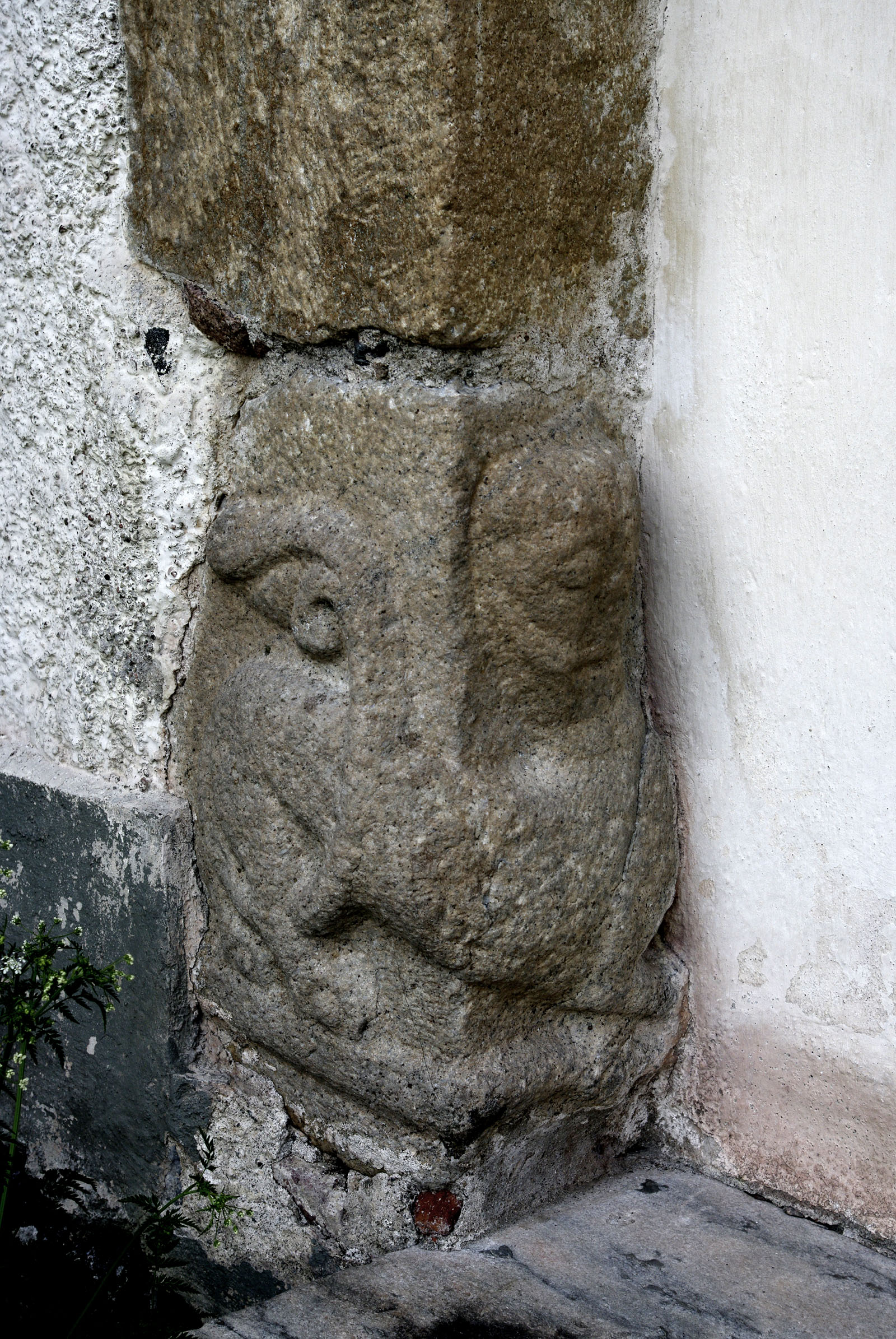
Detalj av sydportalen.
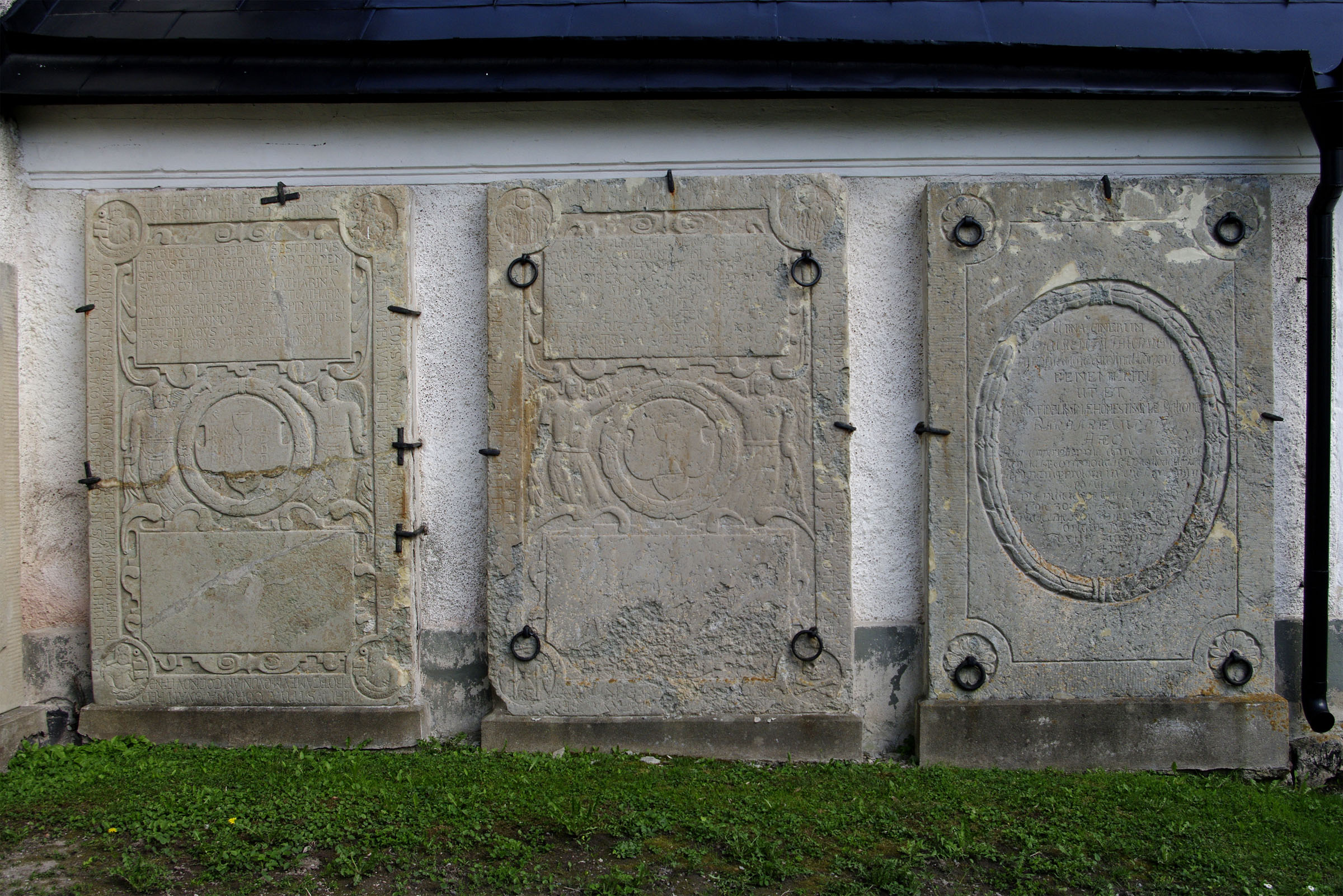
Äldre gravstenar invid vapenhusmuren.
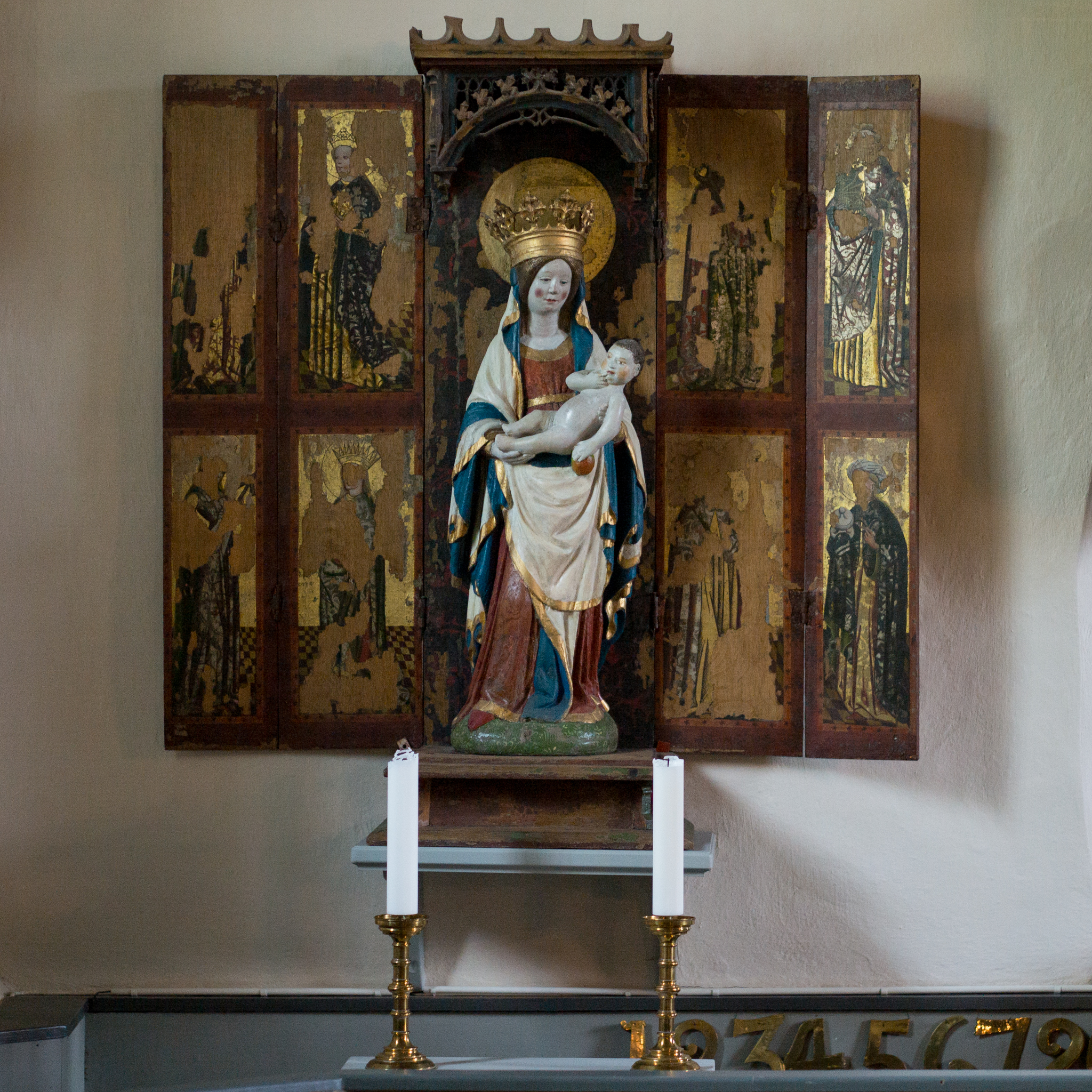
Altarskåp
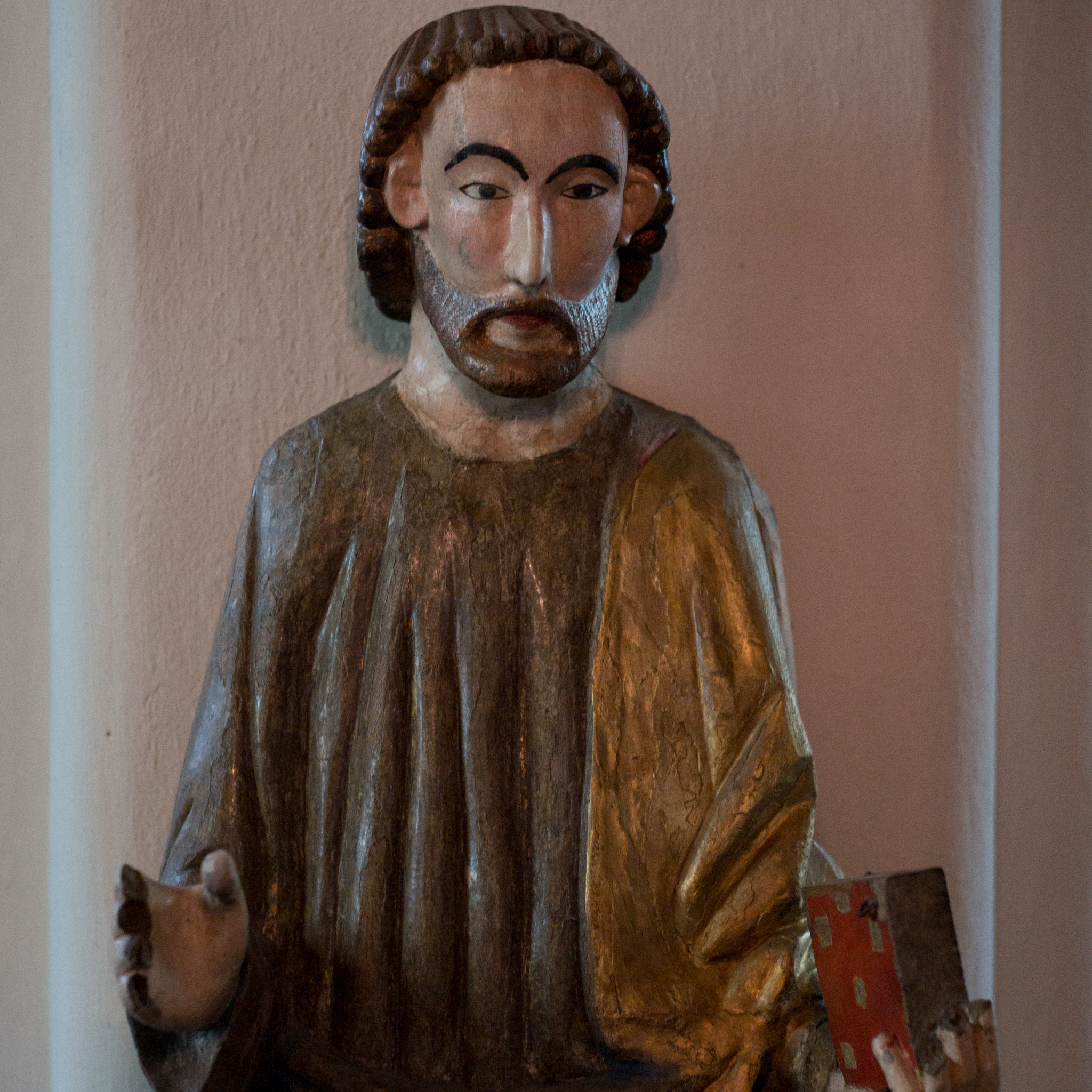
Skulptur
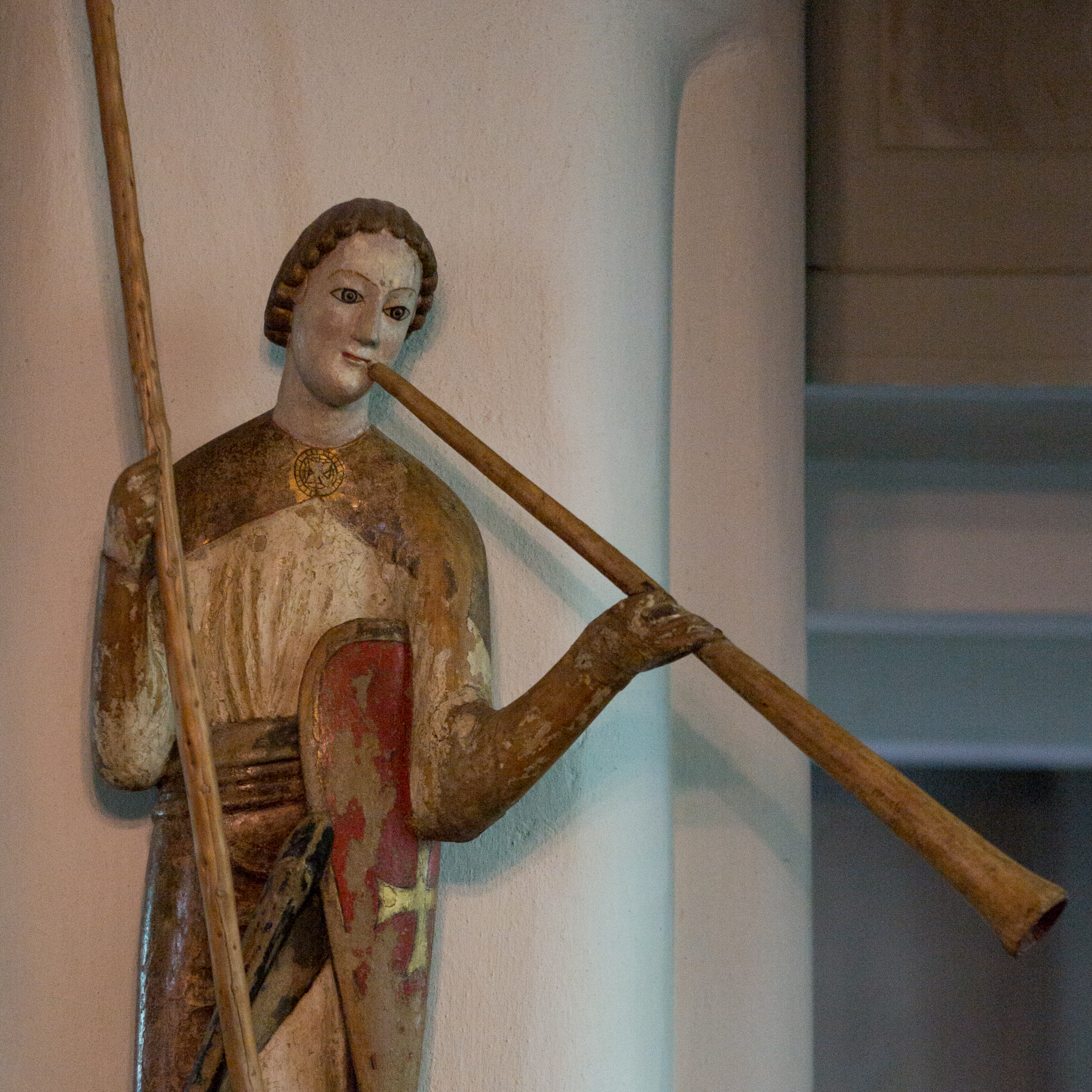
Skulptur
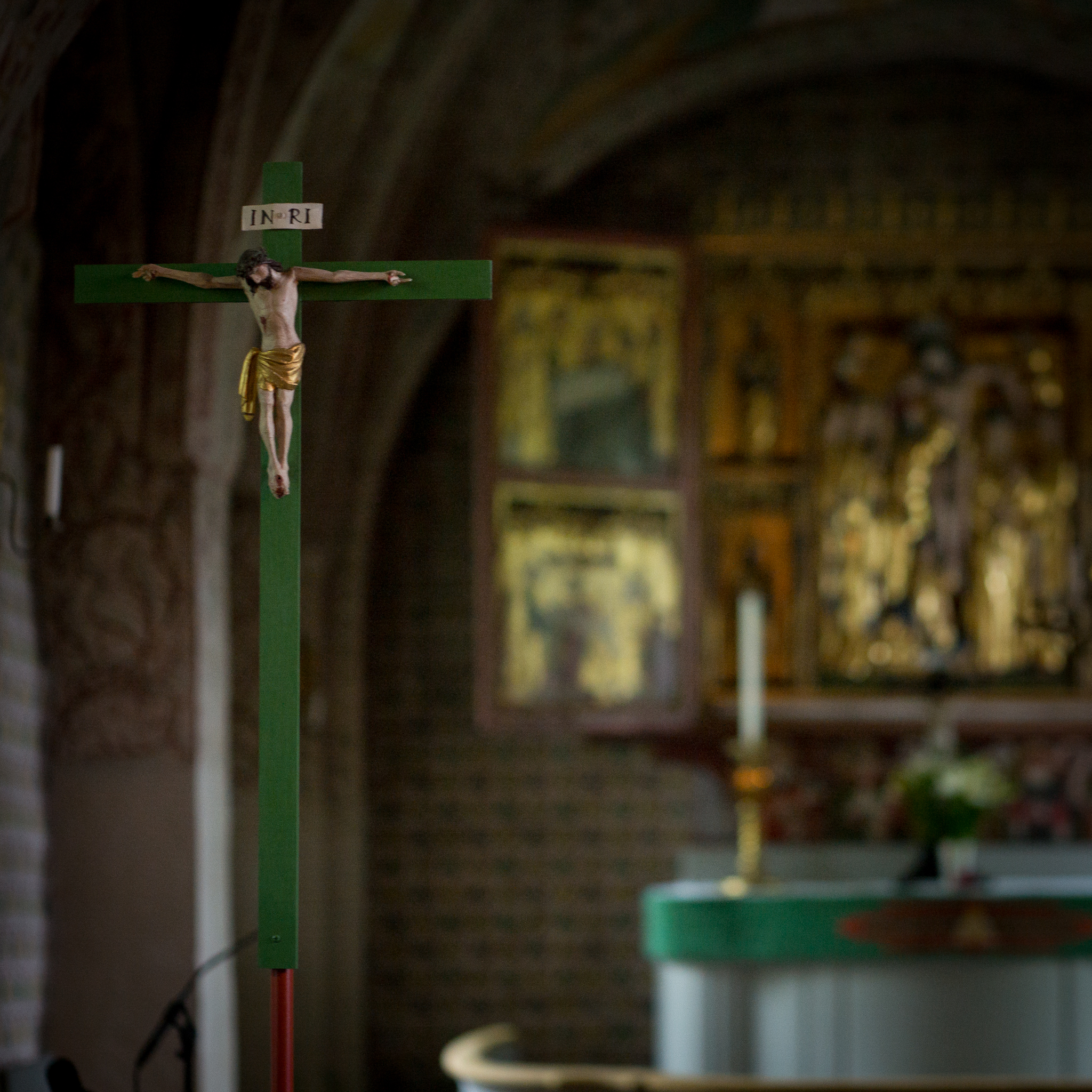
Altaret
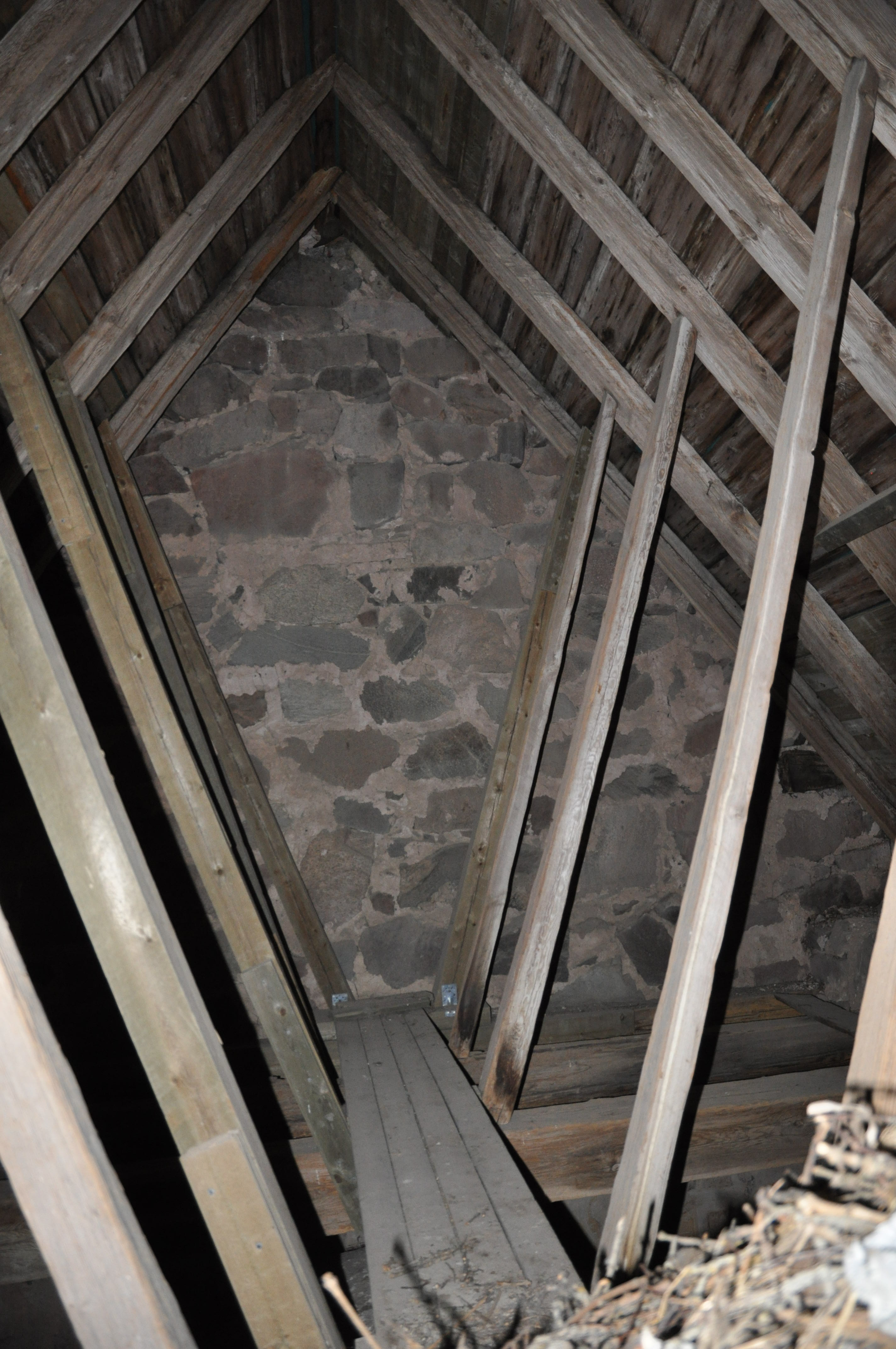
Sakristians taklag.

### Internet
- Kungsörs församling informerar om Torpa kyrka
- Västmanlands kommuner och landsting
- Bebyggelseregistrets anläggningspresentation

### Fotnoter
1. ↑  ”Bebyggelseregistret (BeBR) - Riksantikvarieämbetet”. www.bebyggelseregistret.raa.se. http://www.bebyggelseregistret.raa.se/bbr2/byggnad/visaDokument.raa?byggnadId=21400000442048&page=dokument. Läst 11 oktober 2017.
2. ↑  ”Utspelad.”. Södermanlands Läns Tidning, notis 3:e kolumn. 11 september 1893. https://tidningar.kb.se/2822409/1893-09-11/edition/170081/part/1/page/2/?q=setterquist%20orgel&from=1891-01-31&to=1905-12-31. Läst 2 september 2022.
3. ↑  Abrahamsson Hülpers, Abraham (1773). Historisk Afhandling om Musik och Instrumenter särdeles om Orgwerks Inrättningen i Allmänhet jemte Kort Beskrifning öfwer Orgwerken i Swerige. Västerås: Johan Laurentius Horrn. sid. 278. Libris 2413220
4. ↑  ”Vid kyrkostämma med Torpa församling i fredags”. Köpings Tidning, notis 3:e kolumn. 2 januari 1893. https://tidningar.kb.se/2762485/1893-01-02/edition/154738/part/1/page/2/?q=setterquist%20orgel&from=1891-01-01&to=1905-12-31&page=1. Läst 5 september 2022.
5. ↑  Tore Johansson, red (1990). Inventarium över svenska orglar: 1990:I, Västerås stift; Karlstads stift. Tostared: Förlag Svenska orglar. Libris 4108784